# Château de Bonnac (Tarn)
Pour les articles homonymes, voir Château de Bonnac.
Le château de Bonnac ou de Bonac, est un ancien château-fort, aujourd'hui complètement remanié, situé à Cuq-Toulza, dans le Tarn (France).
Cet édifice qui se compose de deux parties distinctes a été pris lors des rébellions huguenotes par le maréchal de Thémines.

## Historique

### Origine
La date de construction du château de Bonnac n'est pas connue. Néanmoins, dès le XVIe siècle, un certain François Laurens est cité comme étant sieur de Bonnac à Cuq-Toulza.

### Rébellions huguenotes

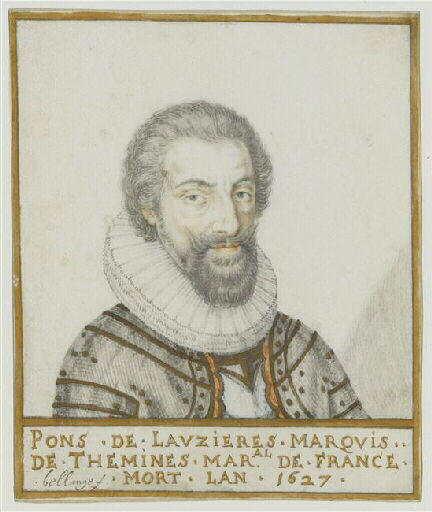
Le maréchal de Thémines

L'édifice est attesté au début du XVIIe siècle, lors des rébellions huguenotes menées dans la région par le duc protestant Henri II de Rohan. Le seigneur de Bonnac devait alors être allié au parti protestant.
Ainsi, le 23 juin 1625, le maréchal Pons de Thémines, commandant du roi Louis XIII en Languedoc, se présente devant la place-forte. Accompagné de 3000 hommes et de deux canons, il poursuit de nombreux protestants qui se sont réfugiés dans l'édifice. Il ne lui faut pas longtemps pour créer une brèche dans les défenses, avant de mettre le feu à la bâtisse. Les protestants qui ne sont pas brûlés vifs ou massacrés dans les combats sont ensuite pendus sur place,. Il n'y a qu'un seul survivant, un défenseur du château épargné à condition qu'il s'occupe de la pendaison de ses anciens compagnons, ce qu'il fit de bonne grâce pour s'assurer la vie sauve. On dit même qu'il pendit son propre père, présent lors de la bataille, à un prunier,.

### XVIIIe siècle
Le château est ensuite reconstruit, avant la fin du XVIIIe siècle. En 1789, indépendamment des événements de la Révolution française, un certain Jean Daguilhon-Manelphe semble devenir propriétaire de la bâtisse, par accord avec la veuve de l'ancien seigneur,.
Vers 1910, la demeure appartient à Hiver de Las-Dèses et Madame de Piquet de Vignolles de Juillac.

## Architecture
Le château de Bonnac se situe à l'est du village, en bordure du Girou. C'est un bâtiment à l'allure curieuse car composé de deux parties de styles différents.
La partie ancienne, qui date peut-être d'avant les rebellions huguenotes, est un vieux corps de logis placé à l'est. Couvert d'un toit en tuiles, il est prolongé à l'ouest par la partie récente.
Celle-ci est couverte d'un toit en ardoises, qui, vu depuis le ciel, tranche bizarrement avec les tuiles anciennes. C'est une sorte de manoir de style néo-gothique, semblable aux constructions allemandes de Louis II de Bavière (comme le célèbre château de Neuschwanstein) en modèle réduit. Il s'organise sur un plan carré et sur trois étages dans le prolongement ouest de la partie ancienne. Il présente une sorte de petit "transept" en son extrémité est. Celui se termine au sud par un mur pignon flanqué en son angle gauche par une fine tour polygonale dont le dernier étage est entouré par un balcon. La façade nord est quant-à-elle plus basse et ne s'élève que sur deux étages. Elle présente un puissante tour carrée, bien plus massive que la tour sud, semblable à un donjon. Celle-ci possède des sortes de meurtrières, et son étage supérieur est monté sur mâchicoulis. La toiture de cette tour est un lignolet. Les façades de toute la partie récente de l'édifice sont peintes en blanches, et différentes cheminées en briques s'élèvent au-dessus des toitures.

## Galerie

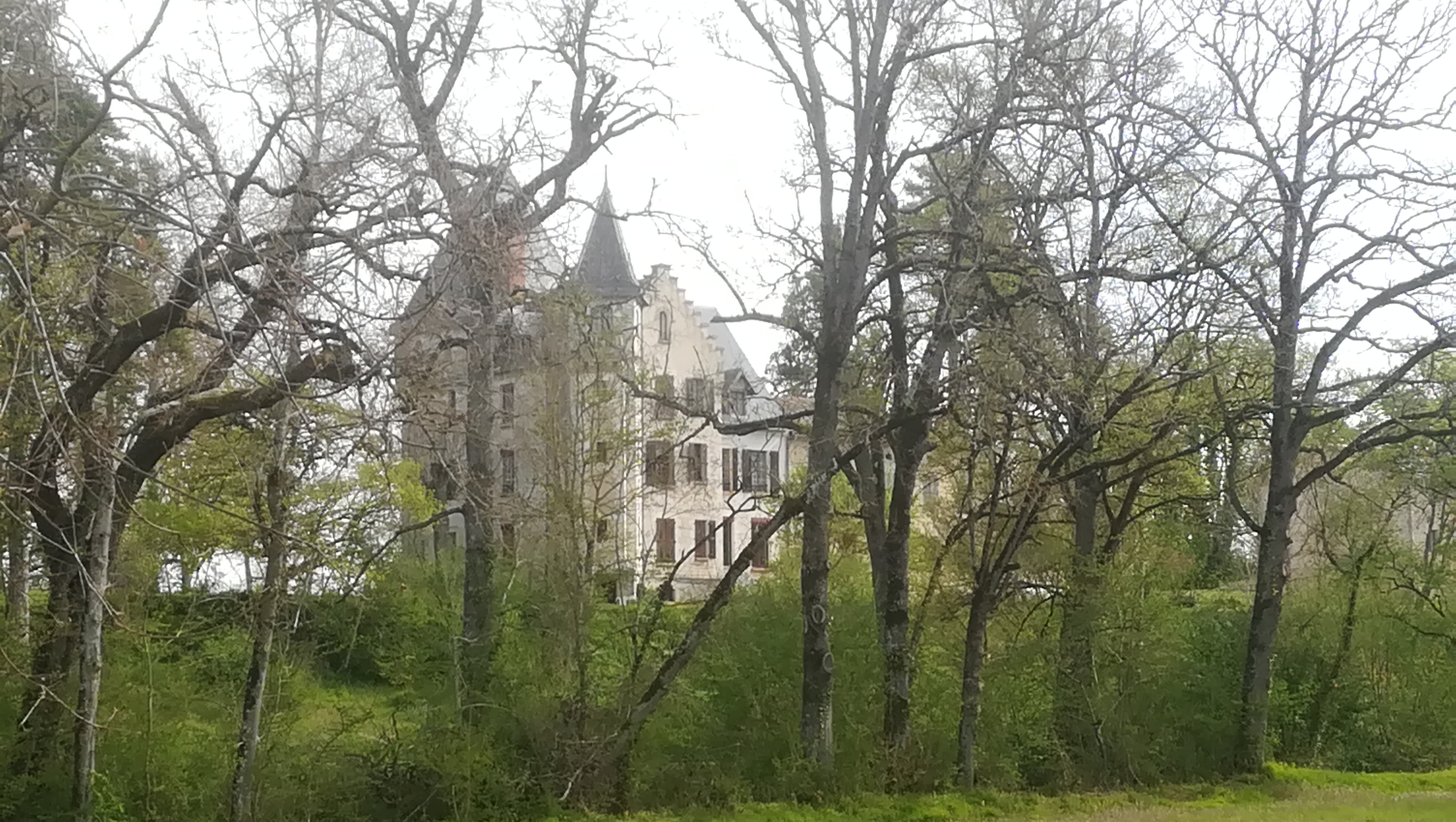
Vue depuis le parc du château
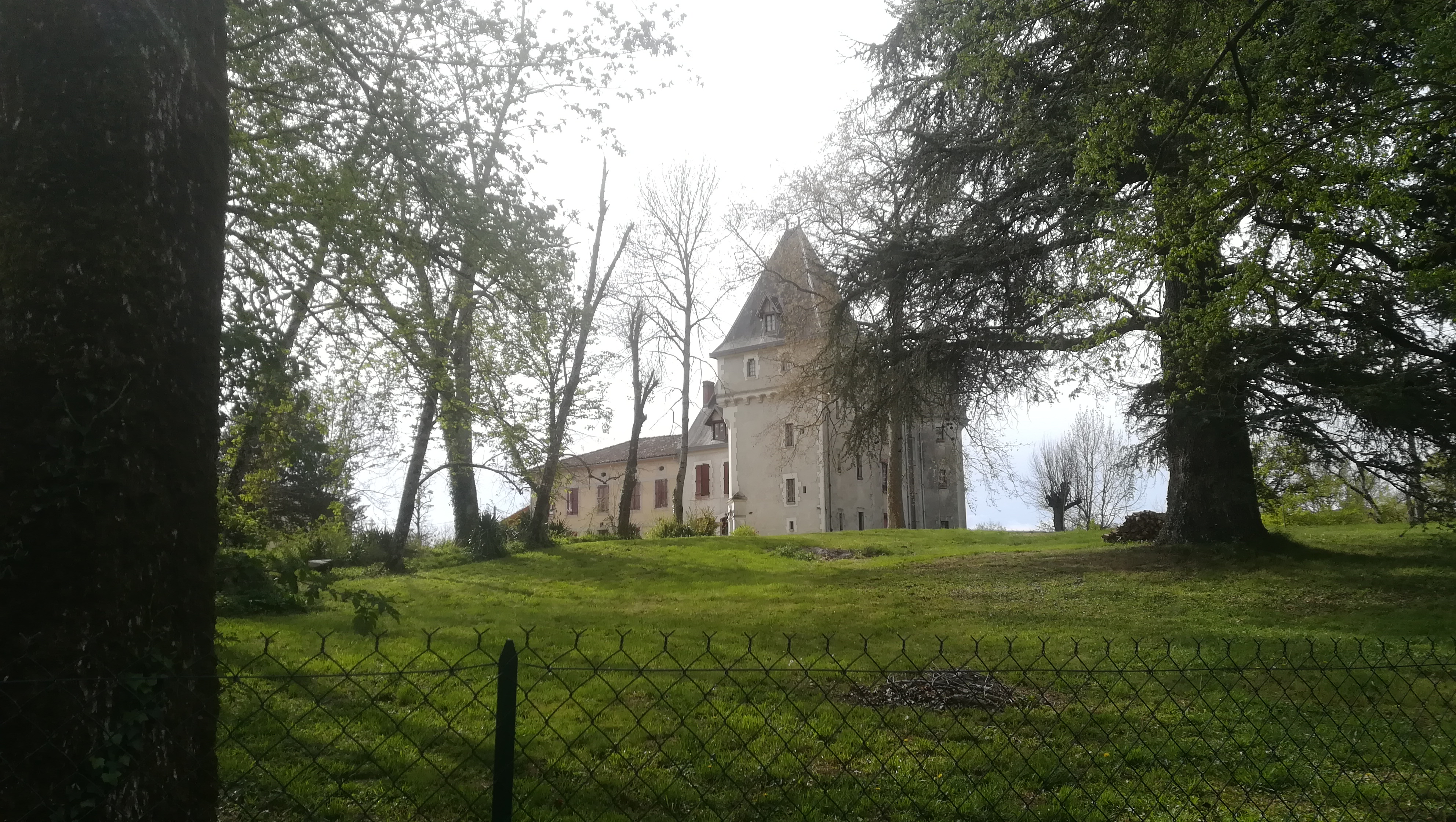
La tour à l'arrière de la bâtisse